# Jakobs ossuarium

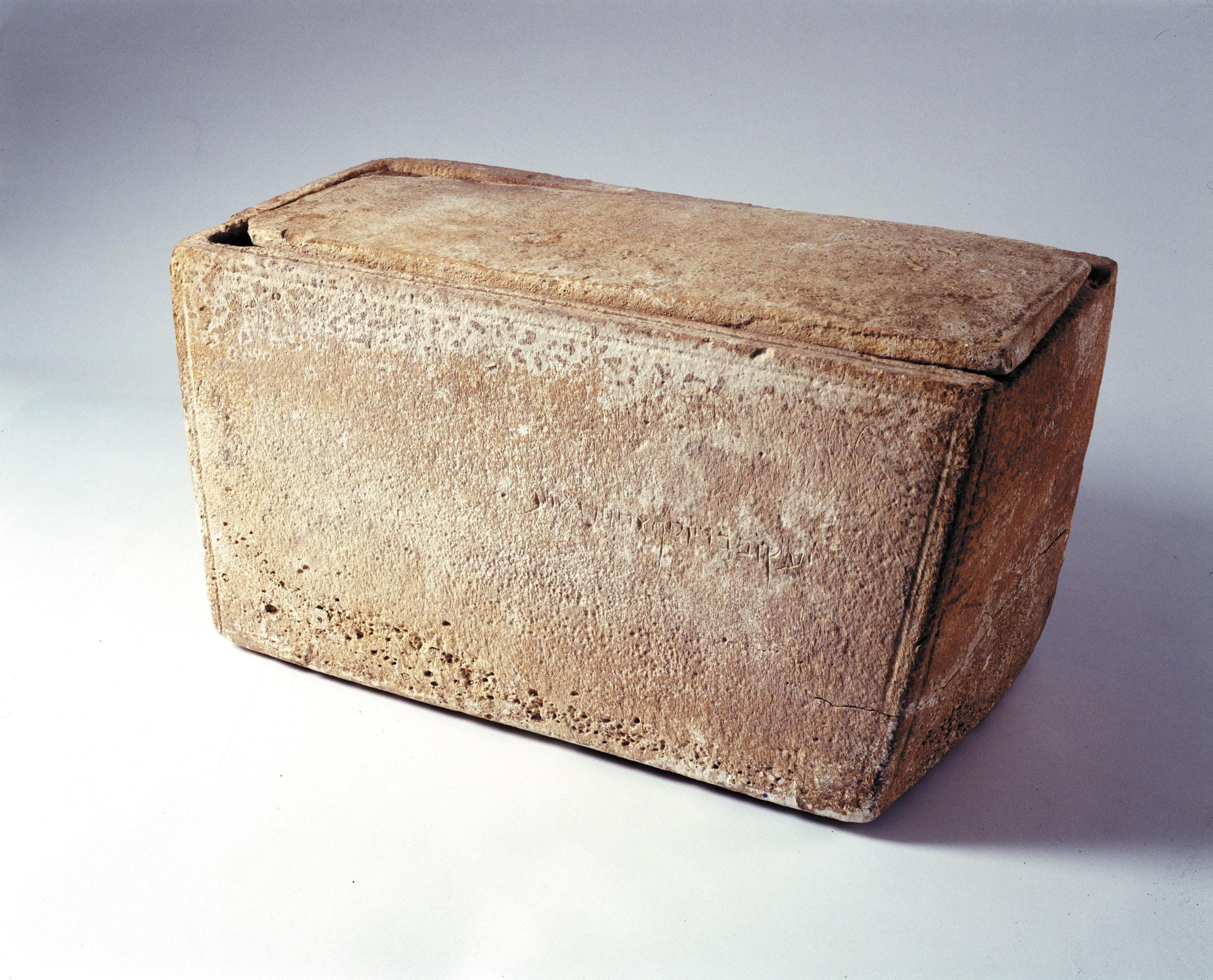
Jakobs ossuarium visades på Royal Ontario Museum mellan 1 november 2002 och 5 januari 2003.

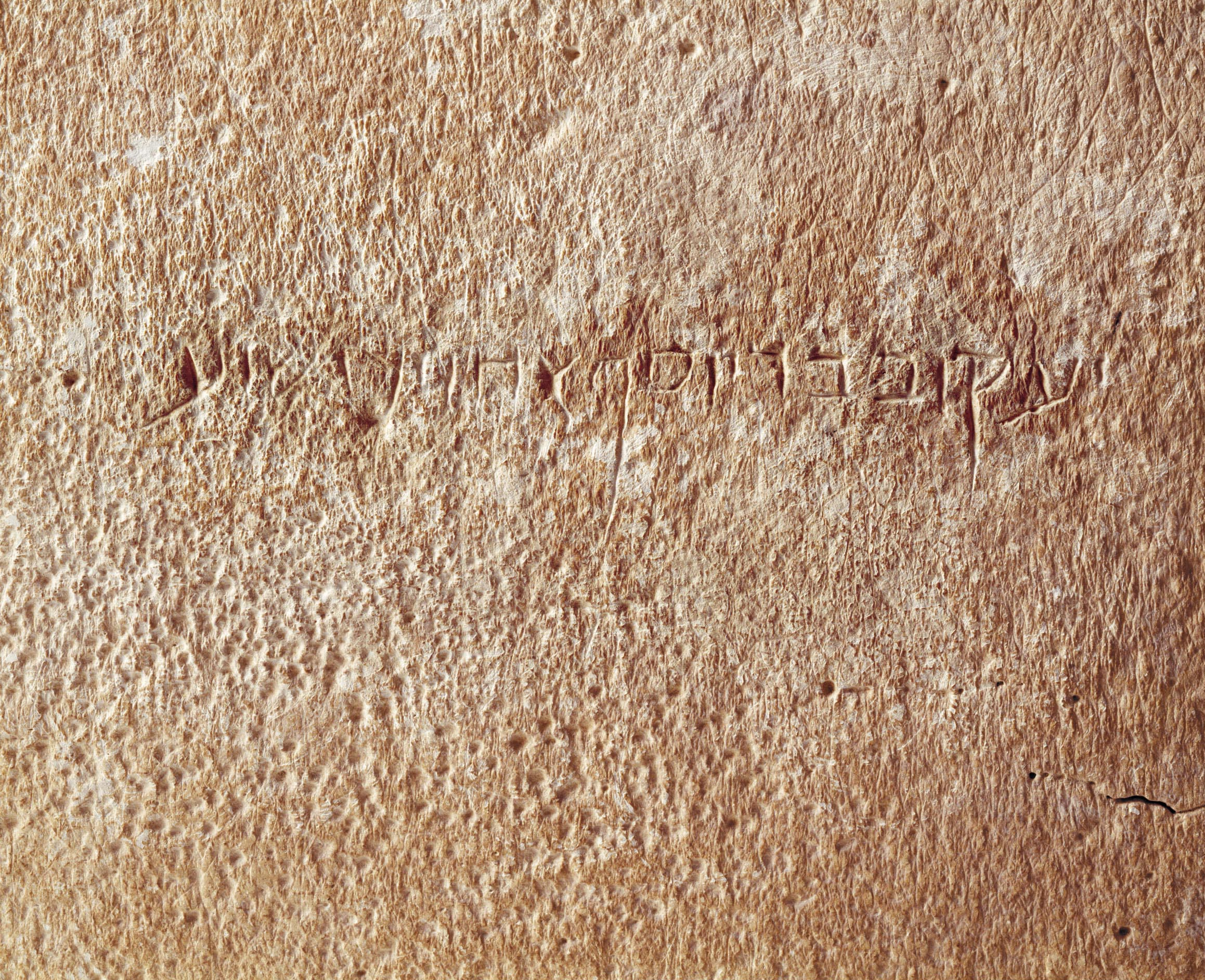
Inskriptionen Ya'akov bar-Yosef akhui diYeshua (Jakob, son till Josef, bror till Jesus).

Jakobs ossuarium är en kalkstenskista med en inskription på arameiska som lyder Ya'akov bar-Yosef akhui diYeshua (Jakob, son till Josef, bror till Jesus). Inskriptionen anses betydande eftersom den, om den är äkta, skulle kunna utgöra arkeologiska bevis för Jesus existens. 
Israel Antiquities Authority slog 2003 fast att inskriptionen är en förfalskning. Ägaren, Oded Golan, har friats från misstankar om att ha förfalskat inskriptionen.